# Tribune (Kansas)
Tribune és una població dels Estats Units a l'estat de Kansas. Segons el cens del 2000 tenia 835 habitants.

## Demografia
Segons el cens del 2000, Tribune tenia 835 habitants, 356 habitatges, i 232 famílies. La densitat de població era de 429,9 habitants/km².
Dels 356 habitatges en un 28,9% hi vivien nens de menys de 18 anys, en un 57,9% hi vivien parelles casades, en un 5,1% dones solteres, i en un 34,8% no eren unitats familiars. En el 31,7% dels habitatges hi vivien persones soles el 16,6% de les quals corresponia a persones de 65 anys o més que vivien soles. El nombre mitjà de persones vivint en cada habitatge era de 2,27 i el nombre mitjà de persones que vivien en cada família era de 2,87.
Per edats la població es repartia de la següent manera: un 23,6% tenia menys de 18 anys, un 6,1% entre 18 i 24, un 24,1% entre 25 i 44, un 22,2% de 45 a 60 i un 24,1% 65 anys o més.
L'edat mediana era de 43 anys. Per cada 100 dones de 18 o més anys hi havia 82,3 homes.
La renda mediana per habitatge era de 32.969 $ i la renda mediana per família de 46.563 $. Els homes tenien una renda mediana de 30.132 $ mentre que les dones 16.458 $. La renda per capita de la població era de 20.020 $. Entorn del 7% de les famílies i el 9,6% de la població estaven per davall del llindar de pobresa.

## Poblacions més properes
El següent diagrama mostra les poblacions més properes.